# Rap Albums
De Rap Albums (ook wel Top Rap Albums) is een hitlijst die gepubliceerd wordt door Billboard. De lijst omvat statistieken van rapalbums die populair zijn in de Verenigde Staten. De gegevens zijn gebaseerd op verkoopcijfers, die samengesteld zijn door Nielsen SoundScan. 
De lijst werd opgericht op 13 november 2004, en het eerste nummer 1-album was Unfinished Business van Jay-Z en R Kelly.